# The Sky Crawlers
The Sky Crawlers (スカイ·クロラ, Sukai Kurora) é um filme de animação japonês dirigido por Mamoru Oshii e escrito por Chihiro Itō. O filme é uma adaptação do romance de Hiroshi Mori com o mesmo nome. A distribuição mundial do filme foi feita pela Sony Pictures e no Japão pela Warner Bros. Pictures que foi lançado nos cinemas em 2 de Agosto de 2008. O filme foi produzido no estúdio Production I.G e os desenhos de Tetsuya Nishio e música de Kenji Kawai.
A produção foi feita por Tomohiko Ishii, Seiji Okuda, Mitsuhisa Ishikawa e o estúdio Polygon Pictures que também produziu o filme Ghost In The Shell 2: Innocence de Mamoru Oshii.
Foi lançado um videogame baseado no filme, intitulado: The Sky Crawlers: Innocent Aces lançado para o Nintendo Wii em Outubro de 2008.

## Sinopse
A trama gira em torno de Yūichi Kannami, que é um piloto de caça. A história se passa em um mundo alternativo, onde embora tudo pareça paz e enrustido por guerras, terror e sangue. Onde corporações e empresas privadas contratam pilotos de caça para participarem de operações em combates reais, na verdade é uma simulação caso aconteça uma guerra no país e no mundo. Ao decorrer da trama Yūichi descobre mistérios de algumas pessoas conhecidas como Kildren Kirudore humanóides geneticamente projetados para viver eternamente na adolescência, ou seja nunca morrer.

## Elenco

### Elenco original
- Ryō Kase - Yūichi Kannami
- Rinko Kikuchi - Suito Kusanagi
- Shōsuke Tanihara - Naofumi Tokino
- Chiaki Kuriyama - Midori Mitsuya

### Elenco inglês
- Michael Sinterniklaas - Yūichi Kannami
- Stephanie Sheh - Suito Kusanagi
- Troy Baker - Naofumi Tokino

## Distribuição
The Sky Crawlers foi distribuído no Japão pela Warner Bros. Pictures. Posteriormente foi distribuído no mundo inteiro pela Sony Pictures que havia dito sobre o planejamento do longa-metragem no Festival Internacional de Cinema de Toronto no início de 2008. They consequently sent this film as their entry for Best Animated Feature at the 81st Academy Awards.
A versão norte-americana do filme difere-se à versão japonesa onde a música usada durante os créditos finais: Konya mo Hoshi ni Dakarete de Ayaka Iida não é usada na versão.